# Ivindo nationalpark
Ivindo nationalpark (franska: Parc national d’Ivindo) är en nationalpark i centrala Gabon. Den ligger i provinserna Ogooué-Ivindo och Ogooué-Lolo och genomskärs av ekvatorn. Parken instiftades 2002 och var klar 2004. I parken finns Kongoufallen.
Den 20 oktober 2005 sattes nationalparken upp på Gabons tentativa världsarvslista, och 2021 förklarades den som världsarv. En del av nationalparken längs floden Ivindo är Ramsarområdet Chutes et rapides sur Ivindo.